# 吉弘統貞
吉弘 統貞（よしひろ むねさだ）は、安土桃山時代から江戸時代にかけての武将。大友氏の家臣。後に柳河藩士。従兄弟に立花宗茂、立花直次。

## 略歴
大友家臣吉弘鎮信の子、のち臼杵鎮定の養子となった。父子とも大友義統に仕えて、文禄・慶長の役にも出陣したが、義統がこの戦役の最中に改易されると、大友氏を退出して上洛した。鎮定はその後行方不明。
浪人になった統貞は豊後国に住していた際、従兄弟の立花宗茂に召し出されて30人扶持を与えられて柳河藩士となる。吉弘姓を復した。